# 아마루메정
아마루메정(余目町)은 야마가타현 니시오키타마군 중앙부에 위치했던 정이다.
2007년 7월 1일 다치카와정과 합병해 쇼나이정이 성립하여 소멸하였다.

## 지리
야마가타현의 북서쪽, 쇼나이 평야의 중앙에 위치하고 정역은 모두 평탄지대이다.

## 역사
- 1889년 4월 1일 - 정촌제 시행과 함께 아마루메촌이 성립하였다.
- 1914년 9월 20일 - 아마루메역이 개업하였다.
- 1915년 7월 15일 - 조만촌과 경계를 변경하였다.
- 1916년 5월 25일 - 니보리촌과 경계를 변경하였다.
- 1918년 5월 5일 - 정으로 승격하였다.
- 1954년 12월 21일 - 아마루메정, 사카에촌, 조만촌, 야마토촌, 이자아이촌, 야에자토촌과 합병해 아마루메정이 탄생하였다.
- 2005년 7월 1일 - 다치카와정과 합병해 쇼나이정이 되었다.

## 행정
- 1대 도미 카시오 (富樫義雄)(1954년 12월 25일 - 1958년 6월 30일)
- 2대 다카나시 시로(1958년 7월 27일 - 1962년 7월 17일)
- 3대 도미 카시오 (富樫義雄)(1962년 7월 22일 - 1970년 7월 21일)
- 4대 우메키 요시하치로  (梅木義八郎)(1970년 7월 22일 - 1990년 7월 21일)
- 5대 오쿠야마 슌이치 (奥山俊一)(1990년7월 22일 - 2002년 7월 21일)
- 6대 하라다 마키 (原田眞樹)(2002년 7월 22일 - 2005년 6월 30일)

## 교통

### 철도
- 동일본 여객철도
  - 우에쓰 선 (우에쓰 선과 리쿠사이 선이 접속하는 교통의 요지이다. 사카타시, 쓰루오카시 모두 약 20분이면 갈 수 있다.)

### 도로
- 국도 47호선